# Now Gallery
Now Gallery – galeria sztuki w Nowym Jorku, w East Village na Manhattanie, aktywna w latach 1983–1989. Założycielem był artysta amerykański polskiego pochodzenia, Jacek Tylicki. Współpracując z Fashion Moda, wprowadził Street art i Graffiti do głównego nurtu sztuki współczesnej. Now Gallery, eksponująca młodych artystów, performerów, poetów i muzyków rozpoczęła boom sztuki w East Village z lat 80., który uznany został jako istotne zjawisko sztuki XX wieku.
Niektórzy artyści eksponowani w Now Gallery w latach 1983–1989:
- Jean-Michel Basquiat
- Mike Bidlo
- Stefan Eins
- Ron English
- John Fekner
- Rodney Greenblat
- Peter Grzybowski
- Keith Haring
- Mark Kostabi
- Willoughby Sharp
- Leonid Sokov
- Krzysztof Wodiczko
- Krzysztof Zarębski